# Jess Glynne
Jessica Hannah Glynne, známá jako Jess Glynne, (20. října 1989 Londýn, Anglie, Spojené království) je anglická zpěvačka a textařka. Úspěch v hudební kariéře zaznamenala v roce 2014, když spolupracovala s hudební skupinou Clean Bandit na singlu „Rather Be“ a s deep housovým hudebníkem Route 94 na písni „My Love“. Oba singly se v britské hitparádě UK Singles Chart umístily na první příčce žebříčku. Její debutový singl „Right Here“ se v hitparádě dostal mezi nejlepší desítku singlů a druhý singl „Hold My Hand“ setrval po dobu tří týdnů na nejvyšší příčce. Debutové studiové album I Cry When I Laugh představila v srpnu 2015. Ve Spojeném království se stala po Cheryl Cole druhou sólovou zpěvačkou, jejichž pět singlů se dokázalo prosadit na první příčku singlové hitparády UK Singles Chart.

## Život a kariéra

### 1989–2013: Dětství a počátky kariéry
Jess Glynne se narodila v Hampsteadu a vyrůstala v Munswell Hill v severním Londýně. Její rodina má židovský původ. Otec pracoval jako realitní makléř a matka působila jako zaměstnankyně v oddělení A&R v hudebním průmyslu. V 15 letech se přihlásila do hudební soutěže The X Factor, ale byla odmítnuta. Navštěvovala střední školu Fortismere School v severním Londýně, kterou dokončila v roce 2008. Následně vystřídala několik zaměstnání, pracovala v butiku, fitness centru nebo v kadeřnictví. Poté strávila nějakou dobu cestováním po světě se svým přítelem. Později našla zaměstnání u společnosti, kde získala zkušenosti z oblasti hudebního průmyslu a zjistila, že nechce pracovat pro cizí umělce, ale chce se sama stát hudební umělkyní.
Jess Glynne absolvovala roční hudební kurz na vysoké škole ve východním Londýně, kde potkala své budoucí spolupracovníky – hudební skladatelku a textařku Jin Jin a producenta Blesse Beatse. Jedna ze společných písní Jess Glynne a Jin Jin upoutala pozornost nezávislého hudebního vydavatelství Black Butter Records. Poté podepsala dohodu s vydavatelstvím a byla představená hudebním manažerům. V srpnu 2013 podepsala smlouvu s hudebním vydavatelstvím Atlantic Records a opustila svou dosavadní práci ve společnosti, která dodávala nápoje.

### 2013–14: První úspěchy
V průběhu roku 2013 byla oslovena deep housovým hudebníkem Route 94 s nabídkou, zda by se pěvecky nepodílela na jeho písni „My Love“, která do té doby obsahovala několik nepoužitelných vzorků. Song „My Love“ byl v říjnu 2013 představen na albu Annie Mac Presents irské diskžokejky Annie Macové. Tuto píseň zaregistrovala také britská elektronická hudební skupina Clean Bandit, která se zpěvačkou navázala spolupráci ve společné písni „Rather Be“. Píseň „Rather Be“ vyšla v lednu 2014 jako singl a dosáhla na nejvyšší první příčku v hitparádě UK Singles Chart, přičemž se stala třetí nejrychleji prodávanou a jednou z nejúspěšnějších písní roku 2014. Song se také v několika evropských hitparádách vyšplhal na první příčku nebo zaznamenal umístění mezi pěti nejvýše postavenými písněmi. V americké hitparádě Billboard Hot 100 se píseň umístila mezi top 10 singly. Následně v únoru 2014 byla píseň „My Love“ hudebníka Route 94 představena jako singl. Tato píseň se ve Spojeném království umístila také na nejvyšší příčce. Songy „Rather Be“ i „My Love“ byly nominovány na zisk hudebního ocenění BRIT Awards pro nejlepší britské singly. Song „Rather Be“ získal ocenění Grammy Award za nejlepší taneční píseň a byl nominován na zisk ocenění píseň roku při prvním udílení cen BBC Music Awards.

### Od roku 2014:I Cry When I Laugh
V únoru 2014 představila Jess Glynne na internetu hudební video „Home“, jehož producentem byl Bless Beats. V červenci 2014 byl představen její debutový singl „Right Here“, jehož producenty se stalo hudební duo Gordon-City. Tento singl zaznamenal v hitparádách úspěchy v několika zemích a ve Spojeném království se umístil na šesté příčce. Zpěvačka se v polovině roku 2014 objevila na několika hudebních festivalech, například na festivalech Bestival, Glastonbury, Lovebox, Summer Series v Somerset House, V Festivalu nebo Wireless. Od října 2014 cestovala po celém Spojeném království, od Sheffieldu na počátku s koncem v Electric Brixton v Londýně. V průběhu roku 2014 spolupracovala s dalšími hudebníky a hudebními skupinami, například s Iggy Azaleou, Little Mix, M.O, Ritou Orou, Rudimentalem nebo s Tinie Tempahem. V listopadu 2014 byl představen druhý singl skupiny Clean Bandit, na kterém se Jess Glynne pěvecky podílela. Singl „Real Love“ dosáhl ve Spojeném království na druhou příčku.
Druhý singl s názvem „Hold My Hand“ se umístil ve Spojeném království v březnu 2015 na první příčce a setrval zde po dobu tří týdnů. V roce 2015 spolupracovala s rapperem Tinie Tempahem na společné písni „Not Letting Go“, která se umístila v hitparádě UK Singles Chart ne prvním místě. Jednalo se tak už o čtvrtý song Jess Glynne, který vystoupal ve Spojeném království na první pozici žebříčku. V polovině roku 2015 podstoupila operaci hlasivek a musela následně zrušit několik koncertů a živých vystoupení, včetně účasti na Festivalu Glastonbury. V srpnu 2015 představila zpěvačka debutové studiové album I Cry When I Laugh, krátce před tím ještě uvedla další singl „Don't Be So Hard on Yourself“. Na albu s ní spolupracovali také další umělci jako Knox Brown, Naughty Boy, Talay Riley, Starsmith a Switch, stejně jako její dřívější spolupracovníci Bless Beats a Jin Jin. Jess Glynne se stala po Cheryl Cole druhou britskou sólovou zpěvačkou, jejichž pět singlů se umístilo na nejvyšší příčce hitparády UK Singles Chart, když tohoto místa dovršil singl „Don't Be So Hard on Yourself“. Její debutové album I Cry When I Laugh také v hitparádě hudebních alb UK Albums Chart dovršilo nejvyššího umístění.

## Hudební inspirace
Hudební tvorbu Jess Glynne ovlivnili hudebníci jako Frank Ocean nebo Amy Winehouse. Ona sama zmiňuje jako hudební vlivy na její vokální styl umělce Sama Cooka, Destiny's Child, Arethu Franklinovou, Whitney Houston nebo Ettu Jamesovou. Inspiraci pro psaní pak vyhledává především u rapperů Eminema, Jay-Z nebo Kendricka Lamara. Mezi dalšími, kteří jí slouží jako hudební inspirace, lze zařadit například Indiu Arie, Beyoncé Knowles nebo Mariah Carey. Jess Glynne také prohlásila, že hudební album The Miseducation of Lauryn Hill zpěvačky Lauryn Hill ji motivovalo začít psát písně.

## Diskografie

### Studiová alba
- I Cry When I Laugh (2015)
- Always in Between (2018)